# Seznam dílů seriálu Pan Nikdo
Toto je seznam dílů seriálu Pan Nikdo. Americký dramatický seriál Pan Nikdo byl premiérově vysílán v letech 1995–1996 na stanici UPN, celkem vzniklo 25 dílů.

## Přehled řad
| Řada | Díly | Premiéra v USA | Premiéra v USA  | Premiéra v ČR  | Premiéra v ČR   |
| Řada | Díly | První díl      | Poslední díl    | První díl      | Poslední díl    |
| ---- | ---- | -------------- | --------------- | -------------- | --------------- |
| 1    | 25   | 28. srpna 1995 | 20. května 1996 | 22. dubna 2004 | 26. května 2004 |

## Seznam dílů
| Č. v seriálu | Původní název                                        | Český název                      | Režie                   | Scénář                               | Premiéra v USA     | Premiéra v ČR   |
| ------------ | ---------------------------------------------------- | -------------------------------- | ----------------------- | ------------------------------------ | ------------------ | --------------- |
| 1            | Absolute Zero                                        | Absolutní nula                   | Tobe Hooper             | Lawrence Hertzog                     | 28. srpna 1995     | 22. dubna 2004  |
| 2            | Turnabout                                            | Obrat                            | Tobe Hooper             | Lawrence Hertzog                     | 4. září 1995       | 23. dubna 2004  |
| 3            | The Incredible Derek                                 | Neuvěřitelný Derek               | James Darren            | Joel Surnow                          | 11. září 1995      | 26. dubna 2004  |
| 4            | Something About Her                                  | Něco o ní                        | James Whitmore, Jr.     | Lawrence Hertzog                     | 18. září 1995      | 27. dubna 2004  |
| 5            | Paradise on Your Doorstep                            | Ráj na tvém prahu                | Thomas J. Wright        | Lawrence Hertzog                     | 25. září 1995      | 28. dubna 2004  |
| 6            | The Spider Webb                                      | Pavoučí síť                      | Thomas J. Wright        | Joel Surnow                          | 9. října 1995      | 29. dubna 2004  |
| 7            | A Rough Whimper of Insanity                          | Skuhrání šílence                 | Guy Magar               | Joel Surnow                          | 23. října 1995     | 30. dubna 2004  |
| 8            | The Alpha Spike                                      | Hrot Alfa                        | Steven Robman           | Erica Byrne                          | 30. října 1995     | 3. května 2004  |
| 9            | You Really Got a Hold on Me                          | Máš nade mnou opravdu velkou moc | Michael Levine          | Jake Weinberger a Michael Weinberger | 6. listopadu 1995  | 4. května 2004  |
| 10           | Father Validation                                    | Otec                             | Guy Magar               | Art Monterastelli                    | 13. listopadu 1995 | 5. května 2004  |
| 11           | An Enemy Within                                      | Nepřítel uvnitř                  | Ian Toynton             | Peter Dunne                          | 20. listopadu 1995 | 6. května 2004  |
| 12           | It's Not Such a Wonderful Life The Christmas Episode | Není to tak nádherný život       | Tim Hunter              | Lawrence Hertzog                     | 27. listopadu 1995 | 7. května 2004  |
| 13           | Contact Deep Throat                                  | Kontakt                          | Reza Badiyi             | Lawrence Hertzog                     | 15. ledna 1996     | 10. května 2004 |
| 14           | Heart of Darkness                                    | Srdce z temnoty                  | Stephen Thomas Stafford | David Ehrman                         | 22. ledna 1996     | 11. května 2004 |
| 15           | Forever Jung Doubles                                 | Navždy Jungem                    | Greg Beeman             | Joel Surnow                          | 5. února 1996      | 12. května 2004 |
| 16           | Shine a Light on You                                 | Zář světla na tobě               | Stephen Thomas Stafford | Art Monterastelli                    | 12. února 1996     | 13. května 2004 |
| 17           | Stay Tuned                                           | Zůstaňte naladěni                | Mel Damski              | Lawrence Hertzog                     | 19. února 1996     | 14. května 2004 |
| 18           | Hidden Agenda                                        | Skrytá agenda                    | Mel Damski              | Lawrence Hertzog                     | 26. února 1996     | 17. května 2004 |
| 19           | Doppelganger                                         | Dvojník                          | Ian Toynton             | Schuyler Kent                        | 18. března 1996    | 18. května 2004 |
| 20           | Through a Lens Darkly Shutterbug                     | Skrz temnou komoru               | Ian Toynton             | Art Monterastelli                    | 8. dubna 1996      | 19. května 2004 |
| 21           | Dark Side of the Moon The Mugging                    | Odvrácená strana měsíce          | James Whitmore, Jr.     | David Ehrman                         | 15. dubna 1996     | 20. května 2004 |
| 22           | Calaway                                              | Calaway                          | Reza Badiyi             | Joel Surnow                          | 29. dubna 1996     | 21. května 2004 |
| 23           | Zero Minus Ten Coma                                  | Nula mínus deset                 | James Whitmore, Jr.     | Jane Espenson                        | 6. května 1996     | 24. května 2004 |
| 24           | Bed of Lies Marathon                                 | Marathon                         | Stephen Thomas Stafford | Art Monterastelli                    | 13. května 1996    | 25. května 2004 |
| 25           | Exposed Gemini                                       | Blíženec                         | Stephen Thomas Stafford | Lawrence Hertzog a Art Monterastelli | 20. května 1996    | 26. května 2004 |